# 윌 조던
윌 조던(Will Jordan, 1927년 7월 27일 ~ 2018년 9월 6일)은 미국의 배우, 연극 배우이다.
브롱크스에서 태어났다.

## 영화
- 다운 위드 러브 (2003년)
- 토요일 밤의 남자 (1992년)
- 도어즈 (1991년) - 에드 설리반 역
- 엘비스(영어판) (1979년)
- 당신 손을 잡고 싶어 (1978년)